# Helmut Müller-Brühl
Helmut Peter Müller-Brühl (* 28. Juni 1933 in Brühl; † 2. Januar 2012 ebenda) war ein deutscher Dirigent. Er widmete sich vor allem dem Repertoire des Barock und der Wiener Klassik und spielte mit seinen Ensembles etwa 200 CDs ein.

## Leben und Karriere
Helmut Müller-Brühl, geboren 1933 in Brühl bei Köln, studierte Philosophie und Theologie in Bonn, im Anschluss Violine/Viola bei Ernst Nippes in Köln und bei Wolfgang Schneiderhan in Luzern. Er war 1958 Gründer der Brühler Schlosskonzerte, als deren Leiter ihm 1995 Andreas Spering nachfolgte. 1960 gründete er das Kölner Solistenensemble und wurde 1964 in Nachfolge von Erich Kraak Chefdirigent des Kölner Kammerorchesters, das er bis 2008 leitete.
1976 gründete er die Capella Clementina als Barockformation des Kölner Kammerorchesters sowie des Festivals „Lindauer Frühling“ am Bodensee. 1988 rief er die Abonnementreihe „Das Meisterwerk“ in der Kölner Philharmonie ins Leben.
Helmut Müller-Brühl verstarb am 2. Januar 2012 im Alter von 78 Jahren und wurde am 9. Januar 2012 auf dem Südfriedhof Brühl beigesetzt.